# Gozón de Ucieza
Gozón de Ucieza es una localidad española del municipio de Loma de Ucieza, perteneciente a la provincia de Palencia, en la comunidad autónoma de Castilla y León.

## Historia
Antaño tuvo ayuntamiento propio. Hasta la reforma de la nomenclatura municipal de 1916 el municipio se llamaba simplemente Gozón. En dicha fecha su nombre fue modificado por el de Gozón de Ucieza.
El municipio desapareció en la década de 1970, cuando pasó a pertenecer al término municipal de Loma de Ucieza.

## Geografía humana

### Demografía
| Gráfica de evolución demográfica de Gozón de Ucieza entre 1842 y 1970 |
| |
| Población de derecho según los censos de población del INE Población de hecho según los censos de población del INEEn estos censos se denominaba Gozón: 1842, 1857, 1860, 1877, 1887, 1897, 1900 y 1910 Entre el censo de 1981 y el anterior, este municipio desaparece porque se agrupa en el municipio 34903 (Loma de Ucieza) |

Evolución de la población en el siglo XXI
| Gráfica de evolución demográfica de Gozón de Ucieza entre 2000 y 2020 |
|                                                                       |
| Población de derecho (2000-2020) según el padrón municipal del INE    |

## Patrimonio
- Iglesia de San Miguel (siglo XVIII)
- Ermita de la Virgen del Sayugo, la patrona.
- Puente decimonónico sobre el río Ucieza. Puente sobre el río Ucieza.

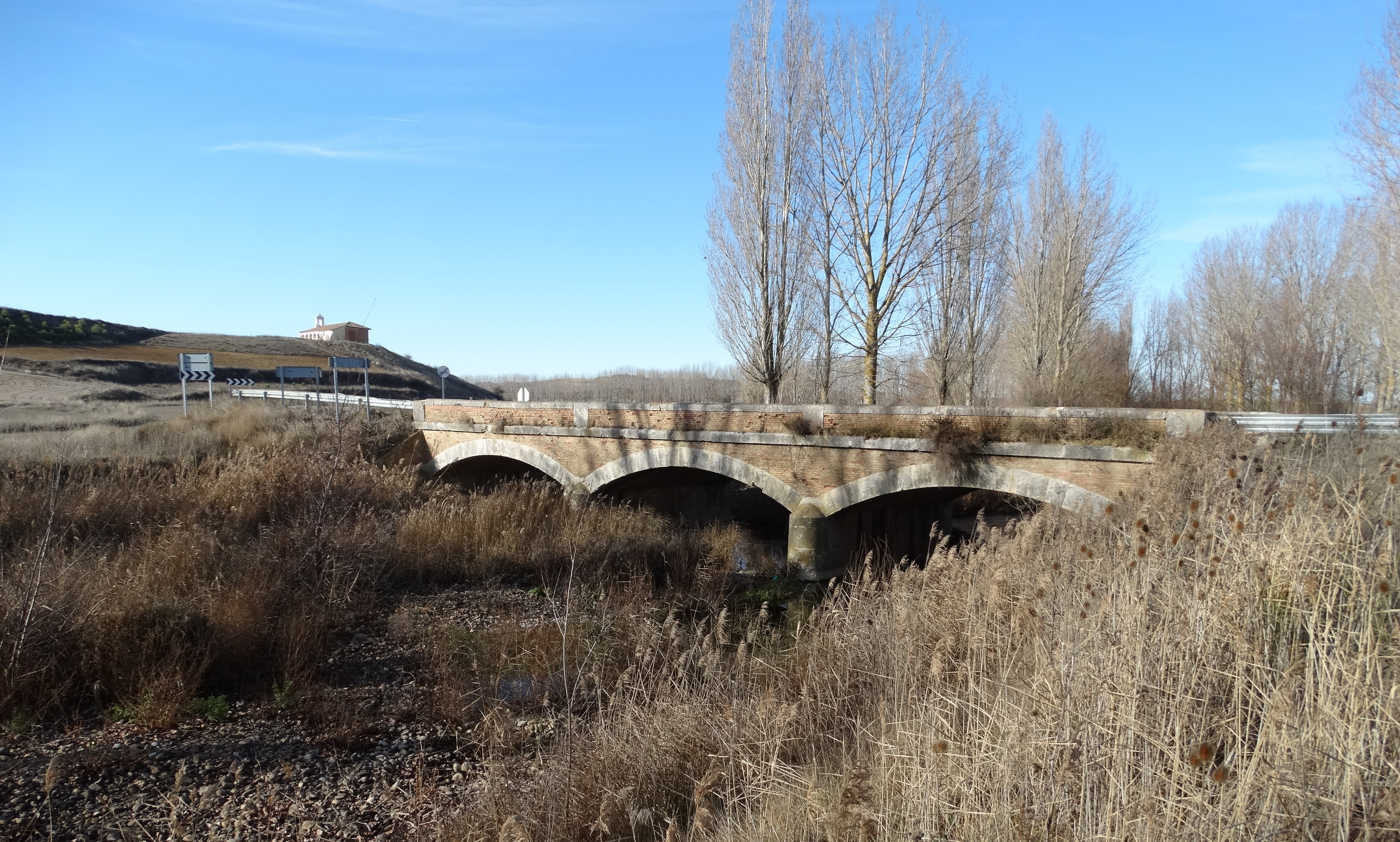
Puente sobre el río Ucieza.

## Personas notables
- Gregorio Díez Pérez. Agustino, mártir y beato.
- Alfredo Llorente Díez. Periodista y editor.